# Risque industriel à Wallis-et-Futuna
Le risque industriel est un des risques majeurs susceptibles d'affecter l’archipel de Wallis-et-Futuna (France). Il se caractérise par la possibilité qu'un accident industriel se produise au sein d’une installation classée pour la protection de l'environnement et occasionne des dommages plus ou moins importants aux personnes, aux biens ou à l'environnement sur l'archipel.
Si l'archipel est bien exposé à des risques technologiques non négligeables du fait de la présence de cinq dépôts d’hydrocarbures, le nombre précis d'installations classées pour la protection de l'environnement est inconnu.

## Connaissance du risque industriel

### Contexte industriel

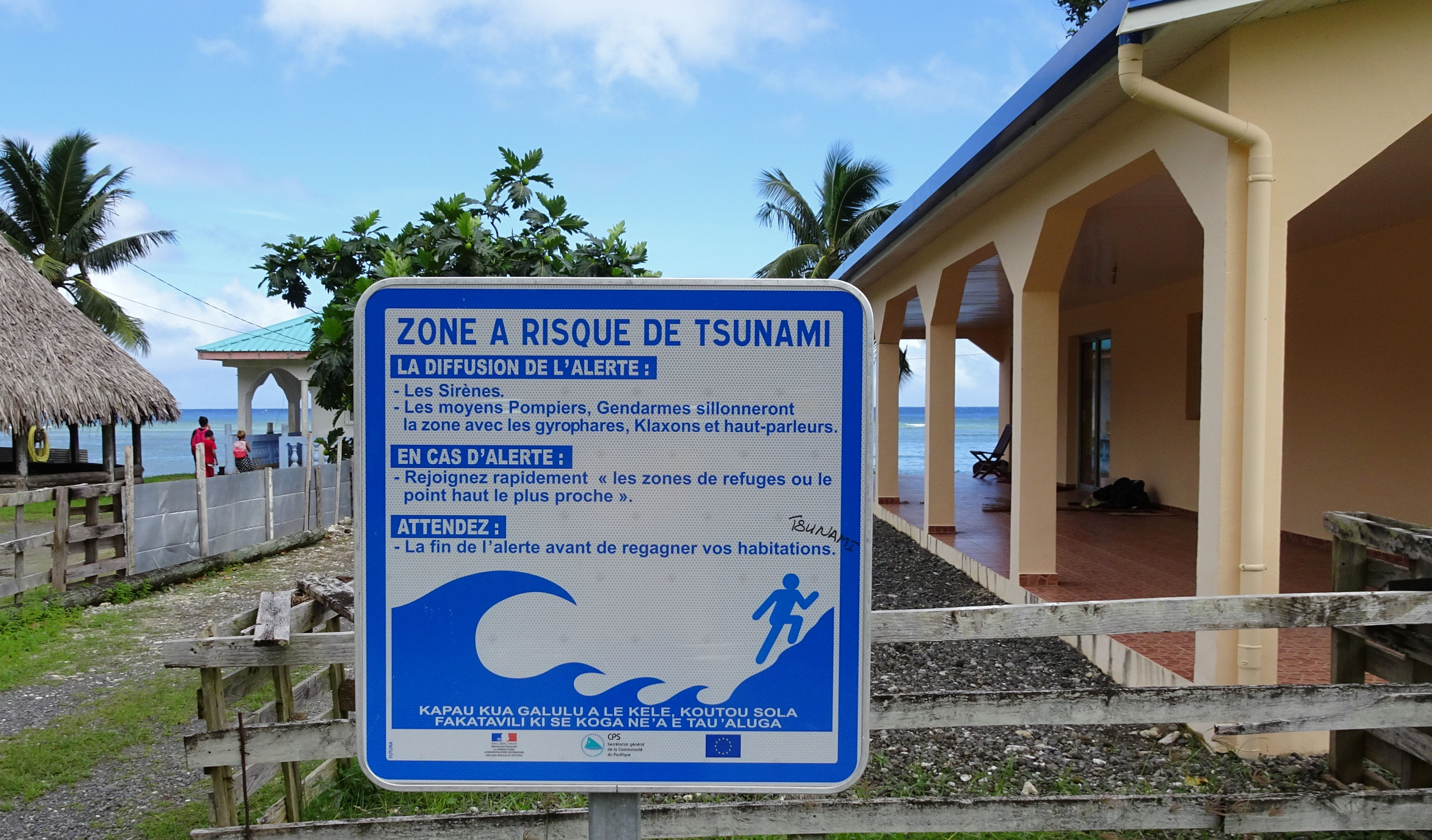
Panneau de prévention aux tsunamis à Vaisei (Sigave).

Archipel constitué de deux îles principales distantes de 250 kilomètres et situé à 2 000 kilomètres de la Nouvelle-Calédonie et à 2 300 kilomètres de la Polynésie française, Wallis-et-Futuna est exposé à des aléas naturels d’une intensité souvent extrême (tsunami, séisme, cyclones tropicaux) et à des risques technologiques non négligeables (présence de cinq dépôts d’hydrocarbures) .

### Nombre d'établissements à risques
Relevant de la compétence territoriale en vertu des prérogatives définies par l'article 40 du décret du 22 juillet 1957, le Territoire de Wallis-et-Futuna depuis la création de son service de l'environnement par la délibération n°13/AT/1997 du 23 janvier 1997, rendue exécutoire par l'arrêté préfectoral n°97-060 du 12 février 1997, conduit des politiques publiques en matière environnementale dans divers domaines .
Le Territoire a adopté, le 28 août 2017, la nomenclature des ICPE. Des prescriptions techniques applicables aux activités polluantes doivent être prises et ce avec le soutien technique et juridique de la Direction de l'industrie, des mines et de l'énergie de la Nouvelle-Calédonie (DIMENC) dans le cadre de l’accord particulier et/ou de la Direction de l'environnement DIREN de Polynésie française dans le cadre de la convention Polynésie – Territoire des îles Wallis-et-Futuna.
Dans ce cadre, l’État a lancé en 2018 un projet ayant pour objectif de diagnostiquer les ICPE sur les activités à risques sur l’ensemble du territoire afin d’une part de prévenir les risques que présentent certains établissements pour l’environnement et la santé et d’autre part responsabiliser les exploitants sur les dangers que peuvent représenter leurs activités. Les actions prévues sont les suivantes :
- identifier et catégoriser chaque type d’installations susceptibles d’être classées ;
- charger un expert pour le diagnostic ICPE des installations concernées (carrière, garages, distributeurs de carburants) ;
- charger un cabinet d’étude pour contrôler périodiquement la conformité de ces ICPE aux prescriptions réglementaires (HSE, TGAP).

Le projet doit se dérouler au moins jusqu’en 2022.

## Gestion du risque industriel

### Organisation de crise
En application de la loi statutaire du 29 juillet 1961, la sécurité civile est de la responsabilité exclusive de l'État. Les interventions courantes sont assurées par deux centres de secours (un sur chaque île), employant en 2016 29 sapeurs-pompiers professionnels qui relèvent du statut propre à ce territoire de la fonction publique d’Etat et des circonscriptions. L’administrateur supérieur assure la coordination et le contrôle de l’activité de ces deux centres, assisté dans cette mission de son chef des services du cabinet (conseiller d’administration) et d’un agent de catégorie B. En cas de crise majeure dépassant la réponse capacitaire de l’administration supérieure, le territoire de Wallis-et-Futuna relève de l’état-major de la zone de défense et de sécurité de Nouvelle-Calédonie.